# Guy Morin (homme politique)
Pour les articles homonymes, voir Guy Morin (homonymie) et Morin.
Guy Morin (né le 4 décembre 1956 à Riehen) est un médecin et homme politique suisse membre des Verts dans le canton de Bâle-Ville. Il siège à l'Exécutif du canton de Bâle-Ville de 2004 à 2016.

## Biographie
Guy Morin est né de parents neuchâtelois venus travailler dans l'industrie pharmaceutique bâloise. Jeune adulte, étant objecteur de conscience, il est emprisonné (semi-détention).

### Carrière professionnelle et politique jusqu'en 2004
Guy Morin étudie la médecine à l'Université de Bâle de 1978 à 1984, puis suit une formation supplémentaire de médecine générale dans différents hôpitaux du canton de Bâle-Ville. De 1993 à 2004, il travaille comme médecin de famille dans son cabinet du quartier St. Johann à Bâle. 
De 1984 à 1986, Guy Morin est secrétaire puis, depuis 1987, membre du conseil d'administration de la section suisse de l'Association internationale des médecins pour la prévention de la guerre nucléaire. Dès 1988, il est membre de l'association Médecins pour l'environnement (Ärztinnen und Ärzte für Umweltschutz). De 1988 à 2001, il est député au Grand Conseil du canton de Bâle-Ville, y présidant la Commission de la santé de 1997 à 2001.

### Chargé du ministère de la Justice de 2005 à 2009
Guy Morin est élu au Conseil exécutif de Bâle-Ville en 2004. Il est le premier membre des Verts à y accéder. De 2005 à 2009, il dirige le Département cantonal de la Justice.

### Président du gouvernement et chef des affaires présidentielles depuis 2009
En 2008, Guy Morin est élu tacitement président du Conseil d'État du canton de Bâle-Ville pour quatre ans (législature 2009-2013 pouvoir législatif). Il s'agit d'un poste nouvellement créé, qui fait de son détenteur à la fois le maire de la ville de Bâle et le chef de l'Exécutif cantonal de Bâle-Ville. Il est réélu pour un nouveau mandat en 2012 contre Baschi Dürr.
En tant que ministre du gouvernement, Guy Morin est également responsable de la Commission des affaires présidentielles, organe nouvellement créé en 2009 avec les services des relations extérieures, du marketing local (Standortmarketing), de l'égalité hommes-femmes, du développement cantonal et urbain, de la culture, de l'Office statistique, de la Chancellerie d'État et du Secrétariat général.
Durant son mandat de président du gouvernement et de chef des affaires présidentielles, Morin met en place en 2012 la Conférence métropolitaine de Bâle, qu'il préside. Cet organisme rassemble des acteurs de la politique, des affaires et de la société civile, ayant, pour objectif, de défendre la commune devant le gouvernement fédéral et les autres régions pour tout ce qui concerne les questions-clés relatives à la région métropolitaine bâloise. 
Durant son mandat, la loi sur le développement du logement cantonal a été élaborée puis adoptée par les électeurs de Bâle-Ville et Bâle-Campagne le 22 septembre 2013.
Durant cette même période, s'est ouverte la planification de l'extension du musée des beaux-arts de Bâle. La rénovation du musée des cultures de Bâle a été achevée et les nouveaux bâtiments du musée d'histoire naturelle de Bâle et des Archives d'État ont vu le jour.
Le 21 mai 2014, le Parlement du canton de Bâle-Ville accepte la nouvelle loi cantonale sur les statistiques publiques (StatG).
Lors des élections cantonales de 2016, Guy Morin ne se représente pas. Elisabeth Ackermann conserve le siège des Verts au gouvernement de Bâle-Ville.